# (6730) Ikeda
(6730) Ikeda (1992 BH) – planetoida z pasa głównego asteroid okrążająca Słońce w ciągu 5,52 lat w średniej odległości 3,12 j.a. Odkryta 24 stycznia 1992 roku.